# 장영준 (독립운동가)
장영준
(張永俊, (음)1913년 4월 5일-1945년 4월 15일)은 대한민국의 독립운동가이다.
1939년 9월 강원도 울진에서 중일전쟁이 장기화됨에 따라 비밀결사 창유계(暢幽契)를 조직하여 활동하였다
조선 독립과 농민 사회 제도의 개혁을 목적으로 동지 규합을 목적으로 집회를 개최하였다. 
1943년 일제에게 조직이 드러나 체포되어 대구지방법원 검사국에서 예심을 받는 중 고문으로 
독립 전 옥중 순국하였다.
1982년 대통령표창 추서
1991년 건국훈장 애국장 훈격
2024년 경북 이달의 독립운동가 선정https://815gb.or.kr/boardview/month_character_view/111/1

## 기본 정보
| 유공자명(한글) | 장영준             | 유공자명(한자) | 張永俊              |
| 생존여부       | 사망>옥사          | 성별           | 남                  |
| 생년월일       | (음)1913년 4월 5일 | 사망년월일     | (음)1945년 4월 15일 |
| 훈격           | 애국장             | 포상 년도      | 1991                |
| 운동 계열      | 국내 항일          | 활동 지역      | 울진                |

- 장영준은 강원도 울진 사람이다.

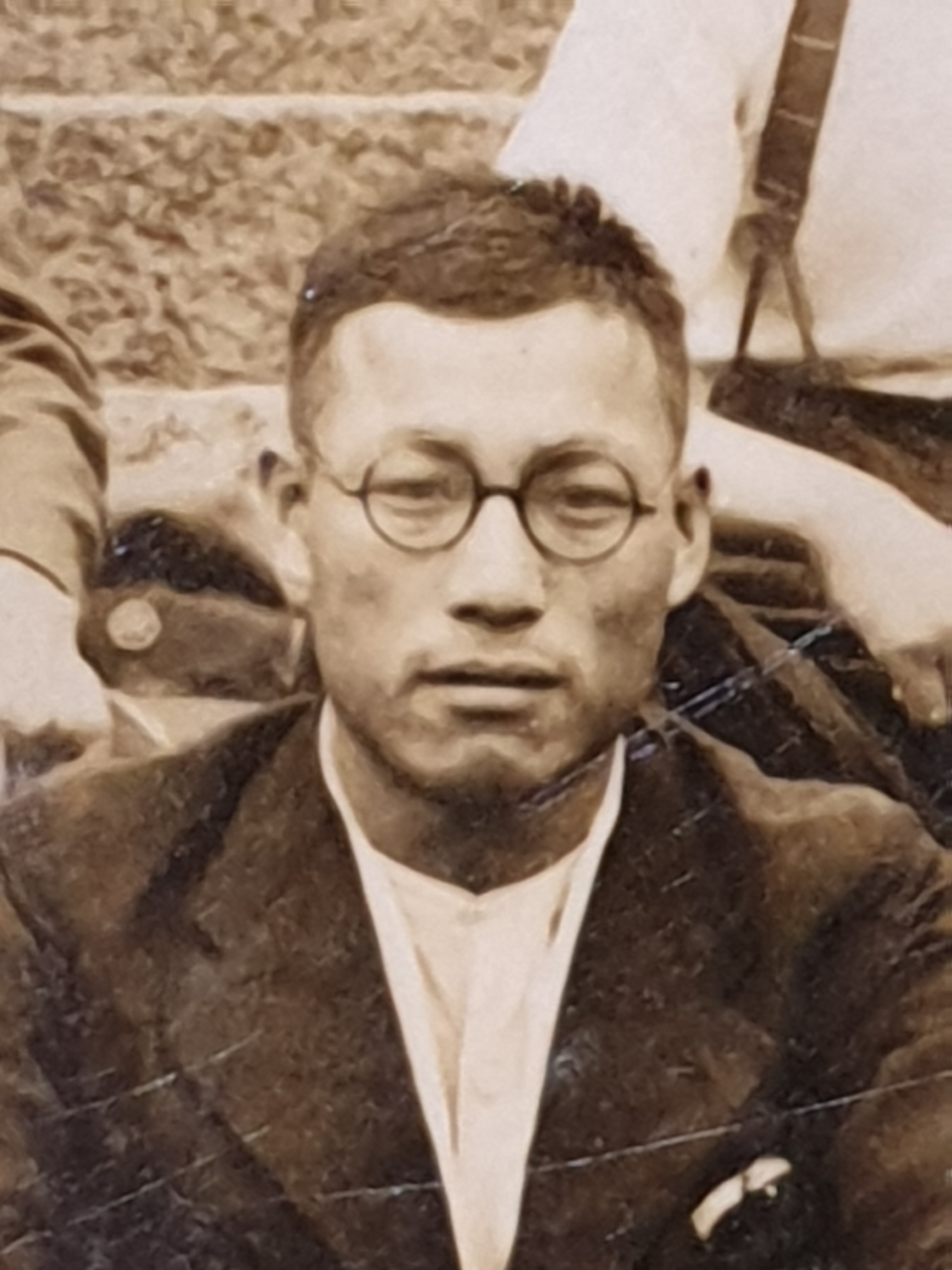
금강산 장안사 앞

- 1940년 10월 19일 창유계에 가입 및 활동하였다.

창유계(暢幽契)는 1939년 10월 28일 임시헌, 남원수, 노하순, 전원강, 남정성, 주진욱, 전만수, 남복이, 주영석 등 울진 출신 인사들이 중심이 되어 조직된 비밀결사였다.
창유계는 '계' 모임으로 위장되었으나 실제로는 독립운동을 전개하고 있었는데, 일제의 감시망을 피하기 위하여 소규모의 조직으로 운영되었다.
창유계는 결성 이후 1942년 5월까지 회합을 가지면서 조직의 결속 강화, 반일 선전 활동의 확대 등 사업에 주력하였다.
- 1943년 일경에 발각되어 조직이 와해되었다. 그도 이때 피체되어 혹독한 고문으로 예심 중 순국하였다.

- 정부에서는 고인의 공훈을 기리어 1991년 건국훈장 애국장(1982년 대통령표창)을 추서하였다.

## 참고 문헌
1. 판결문(1944. 7. 21 대구지방법원)
2. 울진군지(1971년판)
3. 한국독립사(김승학) 하권 206면
4. ↑ 판결문(1944.7. 21 대구지방법원)
5. ↑ 김승학 (1965년). 《한국민족문화대백과사전》.